# Montrose (Columbia Británica)
Montrose es un pueblo canadiense situado en la provincia de Columbia Británica.

## Superficie
Montrose tiene una superficie de 1,46 km².

## Demografía
En 2021, tenía 1013 habitantes, una densidad poblacional de 693,1 hab./km², y 435 viviendas.